# Central River
Central River är ett vattendrag i Belize.   Det ligger i distriktet Toledo, i den södra delen av landet, 100 km söder om huvudstaden Belmopan.
I omgivningarna runt Central River växer i huvudsak städsegrön lövskog. Runt Central River är det mycket glesbefolkat, med 4 invånare per kvadratkilometer.